# 發紺
發紺或稱紫紺、蒼藍症，是指血液中去氧血红蛋白增多（>50g/L）或存在异常血红蛋白衍生物，使皮肤和黏膜呈青紫色的现象。发绀通常提示血氧含量不足，也可能由高铁血红蛋白或硫化血红蛋白升高所致。发绀在皮肤较薄、色素较少、毛细血管网较丰富的循环末梢，如口唇、鼻尖、指（趾）部、甲床与颊部最易看到。
根據Lundsgaard和Van Slyke的著作，當去氧血紅素的濃度達到5.0 g/dL以上時，就會開始發紺，但常常被忽略的是，這個數字是從動脈及周圍靜脈的血氧濃度估計來的。因為缺氧的評估是以動脈血氣分析或是脈搏血氧飽和度，可能會有高估的情形，去氧血紅素濃度達到2.0 g/dL是比較可靠會有發紺的條件不過是否出現發紺和去氧血紅素絕對的量有關，若血紅素的量比貧血下的量要多很多，發紺的青色會更加明顯。若膚色較深的人，比較不容易看到發紺的情形。若發紺的症狀剛開始在嘴唇或是手指出現，需在三至五分鐘內進行干預，因為發紺可能是因為缺氧或嚴重的循環衰竭所造成。

## 定義
发绀指血液中去氧血红蛋白增多（>50g/L），使皮肤和黏膜呈青紫色的现象，也可由高铁血红蛋白或硫化血红蛋白含量升高所致。
發紺可分为：中心性發紺和末梢性發紺，以及以上两型并存的混合性发绀。

## 種類
發紺可以是在手指，包括指甲，及其他四肢部位（稱為「末梢性發紺」），或是全身性的（稱為「中心性發紺」）。

### 中心性發紺
中心性發紺，或稱中央性發紺是因空氣循環或通風的問題，導致在肺部缺少氧合的血液，或是因在皮膚表面血管內血液循環的減慢，令較多氧氣被抽離。激烈的發紺可以引起窒息或哽塞，是最明顯呼吸被阻礙的徵狀。發紺的基本原理是脫氧的血紅蛋白呈現青紫色，而血管收縮更令情況明顯。因此，缺氧導致嘴唇及其他黏膜呈現青紫色。
其他亦會引起發紺徵狀的疾病：
- 肺部疾病，如肺炎、肺氣腫、重症肺結核、肺梗塞、肺水腫、氣胸和大量胸膜腔積液等。
- 呼吸道阻塞，如哮喘、喉炎、白喉、氣管異物或瘤等。
- 心臟疾病，如心臟病、心力衰竭、動脈或靜脈阻塞等。
- 血液中含有變性血紅蛋白或硫血紅蛋白。

### 末梢性發紺
末梢性發紺是在四肢或末端的發紺，成因是微血管內血液循環不良，例如在天氣冷時手會出現發紺。另外，情緒緊張、驚嚇、休克等狀況下，亦可以導致末梢性發紺，皮膚會冰冷發黑。但是，這種徵狀並非長久，有時只要在正常體溫下就能回復。
但是，現時有一種稱為「手足發紺」（或「手足紫紺症」）的病症，它有著末梢性發紺的徵狀，但若不適當處理這種病症是會致命的。

## 外部連結
- eMedicine （页面存档备份，存于）
- Health-cares.net
- Texas Heart Institute